# Саттон, Энтони Сирил
Э́нтони Си́рил Са́ттон (англ. Antony Cyril Sutton; 14 февраля 1925, Лондон — 17 июня 2002, США) — американский экономист британского происхождения.

## Биография
Энтони Саттон родился 14 февраля 1925 года в Лондоне.
Получил образование в Лондонском университете, Гёттингенском университете, степень доктора (Doctor of Science) защитил в Саутгемптонском университете.
В 1957 году переехал в Калифорнию и в 1962 году получил американское гражданство. Поступил в Калифорнийский университет, где стал профессором экономики. С 1968 по 1973 годы работал в качестве научного сотрудника в Гуверовском институте (подразделении Стэнфордского университета). В это время Саттон написал одну из своих самых известных книг — трёхтомник «Западные технологии и развитие Советской экономики», в которой он приводил аргументы, позволявшие сделать вывод о том, что Запад сыграл основную роль в становлении Советского Союза — с первых лет его существования и по начало семидесятых годов прошлого века. Саттон утверждал, что технологическая и производственная база СССР, который в то время снабжал Национальный фронт освобождения Южного Вьетнама, была построена американскими корпорациями и в значительной мере финансировалась американскими налогоплательщиками. Кроме этого, по мнению Саттона, Советский Союз смог массово производить баллистические ракеты с РГЧ ИН после получения (из американских источников) станков для производства прецизионных шарикоподшипников.
В 1973 году Саттон в упрощённом и сжатом изложении опубликовал — под названием «Национальное самоубийство: Военная помощь Советскому Союзу» — некоторые разделы готовившегося к печати третьего тома своей вышеуказанной работы, относившиеся к военным технологиям. После этого его вынудили покинуть Гуверовский институт. Изучение Саттоном данного вопроса привело его к выводу о том, что конфликты эпохи «холодной войны» велись вовсе не для сдерживания коммунизма, поскольку посредством финансирования Советского Союза США прямо или через посредников вооружали обе воюющие стороны, как минимум, в корейской и вьетнамской войнах. По мнению Саттона, сами эти войны были организованы с целью получения многомиллиардных контрактов на поставку вооружений.
Обновлённая редакция этой книги, опубликованная под названием «Самый лучший враг, которого можно купить за деньги», была посвящена передаче военных технологий, происходившей в восьмидесятые годы прошлого века. В одном из приложений к книге Саттон сформулировал основную идею своего исследования следующим образом: «Если быть кратким: советских технологий просто не существует. Почти все они — на 90-95 процентов — получены, напрямую или через посредников, из США и от их союзников. Фактически, Советский Союз — со всем его промышленным и военным потенциалом — был построен Соединенными Штатами и странами НАТО. Для этого масштабного строительства потребовалось 50 лет, начиная с революции 1917 года. Оно осуществлялось посредством торговли и поставки заводов, оборудования и технического содействия».
В следующих трёх известных книгах Саттона («Уолл-Стрит и большевистская революция», «Уолл-Стрит и Франклин Рузвельт», «Уолл-Стрит и могущество Гитлера») детально исследуется участие американских финансистов в большевистской революции, направленной на уничтожении России как экономического конкурента и превращение её в «закрытый от конкуренции рынок сбыта и в технически отсталую колонию, эксплуатируемую несколькими могущественными американскими финансистами и контролируемыми ими корпорациями», а также их решающий вклад в приход к власти Гитлера и Рузвельта, политику которых Саттон оценивает как практически одинаковый «корпоративный социализм», планирование в котором осуществляют крупные корпорации. Саттон приходит к выводу, что все это являлось частью проводимой экономическими элитами «долгосрочной программы формирования коллективизма» и культивирования «корпоративного социализма», направленных на обеспечение «монополии на получение богатства», поскольку таковая «исчезает в условиях нерегулируемого рынка».
По мнению Саттона, подобные злоупотребления в будущем могут быть предотвращены только если «большинство людей заявит о том, что им ничего не нужно от правительства, или начнет вести себя именно так; заявит, что люди сами позаботятся о собственном благосостоянии и интересах» или, если говорить более конкретно «большинство людей найдет в себе силу духа и мужество отвергнуть мошенническое обещание [правительства] дать что-либо даром и предпочтёт этому добровольные объединения, добровольные общины или законы местного действия и децентрализованное общество».
По словам самого Саттона, за его исследования и последующую публикацию их результатов он «подвергался гонениям, но не наказаниям».
В начале восьмидесятых годов прошлого века на основании общедоступной информации о тайном обществе студентов Йельского университета «Череп и кости» (например, ежегодные альбомы выпускников этого университета) и ранее неизвестных документов, полученных от Шарлотты Айзербит (Charlotte Thomson Iserbyt), отец которой был членом этого общества, Саттон сделал предположение о том, что организация «Череп и кости» сыграла важную роль в координации политических и экономических связей, лежавших в основе тех исторических событий, о которых он писал в своих предшествующих работах. Впоследствии из этого получилась книга «Тайный истеблишмент Америки: Знакомство с Орденом черепа и костей», которой сам Саттон придавал наибольшее значение.
После ухода из Стэнфордского университета начал издавать информационный бюллетень «Письмо Феникса», и с 1990 года «Разведывательный отчёт о будущей технологии».
Умер 17 июня 2002 года.

## Критика
В своей книге «Между двумя веками: Роль Америки в технотронную эру» Збигнев Бжезинский писал: «Впечатляющие доказательства участия Запада в раннем этапе советского экономического роста приведены в книге Энтони Саттона „Западные технологии и развитие Советской экономики с 1917 по 1930 годы“, в которой говорится о том, что „в 1917—1930 годах экономическое развитие СССР фактически зависело от западной помощи в области технологии“ (стр. 283), и что „такую помощь получило не менее 95 % советской промышленности“ (стр. 348)».
Профессор Гарвардского университета Ричард Пайпс в своей книге «Мало просто выжить: Советские реалии и будущее Америки», вышедшей в 1984 году, писал: «Подробное трёхтомное исследование Саттоном вопроса советских закупок западного оборудования и западных технологий… приводит к неудобным для многих бизнесменов и экономистов выводам. По этой причине его работа вызывает следующую реакцию большинства: либо отказ от ознакомления с ней из-за её „экстремизма“, либо попросту игнорирование» (стр. 290).
Рассматривая книгу Энтони Саттона «Уолл-стрит и большевистская революция», исследователь Михаил Дёмин[прояснить] подчеркнул, что она писалась в разгар холодной войны, базируется на суждениях третьих лиц, в ней отсутствуют российские и советские документы, а большевики и их стратегия для автора глубоко вторичны, поэтому он их толком и не рассматривает.

## Цитаты
«Власть доллара»
- В действительности, любая коммунистическая революция — дело рук горстки коммунистов.
- «Манифест [Коммунистической партии]» стал самым важным экономическим документом двадцатого столетия.

### Книги, изданные в России
- Саттон, Энтони. Как Орден организует войны и революции (неопр.). — М.: Паллада, 1995. — С. 128.

- Саттон, Энтони. Уолл-стрит и большевицкая революция (неопр.). — М.: Русская Идея, 1998. — С. 400.

- Саттон, Энтони. Кто управляет Америкой (неопр.). — М.: ФЭРИ-В, 2002.

- Саттон, Энтони. Власть доллара (неопр.). — М.: ФЭРИ-В, 2004.

- Саттон, Энтони. Самый лучший враг, которого можно купить за деньги. — Интернет-издание, 2017.

### На английском языке
- Western Technology and Soviet Economic Development: 1917—1930 (1968)
- Western Technology and Soviet Economic Development: 1930—1945 (1971)
- Western Technology and Soviet Economic Development: 1945—1965 (1973)
- National Suicide: Military Aid to the Soviet Union (1973)
- What Is Libertarianism? (1973)
- Wall Street and the Bolshevik Revolution (1974, 1999) (Online version) ISBN 089968324X
- Wall Street and the Rise of Hitler (1976, 1999) (Online version)
- Wall Street and FDR (1976, 1999) (Online version Архивная копия от 25 января 2016 на Wayback Machine)
- The War on Gold: How to Profit from the Gold Crisis (1977)
- Energy: The Created Crisis (1979)
- The Diamond Connection: A manual for investors (1979)
- Trilaterals Over Washington — Volume I (1979; with Patrick M. Wood)
- Trilaterals Over Washington — Volume II (1980; with Patrick M. Wood)
- Gold vs Paper: A cartoon history of inflation (1981)
- Investing in Platinum Metals (1982)
- Technological Treason: A catalog of U.S. firms with Soviet contracts, 1917—1982 (1982)
- America’s Secret Establishment: An Introduction to the Order of Skull & Bones (1983, 1986, 2002) (Online version)
- How the Order Creates War and Revolution (1985)
- How the Order Controls Education (1985)
- The Best Enemy Money Can Buy (1986) (Online version)
- The Two Faces of George Bush (1988)
- The Federal Reserve Conspiracy (1995)
- Trilaterals Over America (1995) (Online version)
- Cold Fusion: Secret Energy Revolution (1997)
- Gold For Survival (1999)